# Der Todesstoß
Der Todesstoß (erschienen 2001) ist ein historisch-phantastischer Roman von Wolfgang Hohlbein und der dritte Band der Chronik der Unsterblichen. Die Geschichte um einen Vampyr auf der Suche nach dem Geheimnis seiner Herkunft spielt im Osteuropa des 15. Jahrhunderts.

## Handlung
Schwertmeister Andrej Delãny und sein nubischer Gefährte Abu Dun haben das Reich des Fürsten Draculea verlassen und sich innerhalb der nächsten zehn Jahre bis nach Bayern durchgeschlagen. Hier hofft der Vampyr Andrej, die Puuri Dan zu finden, eine weise Zigeunerin, die angeblich mehr über die Herkunft der blutsaugenden Unsterblichen wissen soll. Gleichzeitig kann er aber auch seine Geliebte Maria nicht vergessen, die er ein Jahrzehnt zuvor aus den Augen verloren hat.
Sie erreichen das kleine Dorf Trentklamm, wo sie von den meisten Bewohnern misstrauisch bis feindselig empfangen werden. Einzig der Bauer Birger bietet ihnen seine Gastfreundschaft an und berichtet ihnen, was jüngst im Ort geschehen ist: Anhänger eines bedrohlichen Kultes treiben in den Wäldern ihr Unwesen, überfallen das Dorf und rauben Frauen und Kinder, darunter auch Birgers Tochter. Er will sie als Söldner anheuern, um sie zu befreien.
Die beiden willigen widerwillig ein und machen sich mit Birger und zwei jungen Dorfbewohnern auf die Suche. Bald schon finden sie einen übel zugerichteten Toten, und im nächsten Moment werden sie von einer fremdartigen Kreatur mit nassglänzender Haut und tierhaften Klauen, aber der Gestalt eines Menschen, angegriffen. Andrej versucht, sie im Kampf zu schlagen, sie ist ihm jedoch überlegen. Daraufhin wendet er seine Vampyrkräfte an und saugt die Lebensenergie des Wesens aus. Diese negative, unreine Energie jedoch schwächt ihn und lässt ihn ohnmächtig werden.
In der nächsten Nacht erreichen sie das angebliche Kloster, in dem die Sekte haust. In den Verliesen unter dem Gebäude finden sie Imret, Birgers völlig verwahrloste Tochter, und Andrej bringt sie zu Birger, während Abu Dun die Sektenanhänger bekämpft. Birger jedoch reagiert anders als erwartet: Er lässt einen der jungen Männer, Stefan, einen Dolch in Andrejs Rücken rammen.
Als Andrej zehn Tage später erwacht, wird er im Kloster von dem Mönch Bruder Thobias versorgt. Er bittet ihn, dem Abt, Vater Benedict, nicht zu erzählen, dass er von Leuten aus Trentklamm beauftragt wurde. Als Benedict ihn und Abu Dun, der ebenfalls ein Gefangener ist, dann befragt, stellt sich heraus, dass Imret eine Gefangene der Inquisition war. Thobias, der behauptet, drei Jahre zuvor einer Art Werwolf begegnet zu sein, betreibt in den Verliesen Studien über die Legenden von Vampyren, Werwölfen und Wiedergängern. Denn ebenfalls vor drei Jahren, nachdem eine Gruppe von Zigeunern durch das Dorf gezogen war, begann auch eine rätselhafte Krankheit die Bewohner heimzusuchen; viele starben, und einige dieser Leichname verschwanden anschließend aus ihren Gräbern. Die Kreatur, die sie im Wald angriff, war einer von ihnen.
Sie beginnen, die Geschöpfe in den nahen Bergen zu jagen. Eine von ihnen greift sie an und verletzt Abu Dun schwer, der im Fieber fordert, von Andrej zum Vampyr gemacht zu werden. Dieser lehnt das entschieden ab, und sie kehren ins Dorf zurück, wo sie eine Begräbniszeremonie beobachten. Beeinflusst von den jüngsten Ereignissen öffnen sie das Grab und erleben aus erster Hand, wie einer der Toten wieder zum  Leben erwacht.
Später greifen die Werwölfe Thobias Vater Ludowig an und töten ihn. Andrej und Abu Dun verfolgen sie und geraten in einen heftigen Kampf, in dem eines der Wesen lebensgefährlich verwundet wird. Sie verfolgen die übrigen in ihre Höhle, wo sie das Rudel vorfinden: einen erbärmlichen Haufen missgestalteter Halbmenschen, von denen die meisten schon im Sterben liegen. In einem von ihnen erkennen sie Birger wieder, der sie bittet, zumindest Imret zu retten. Ihnen ist die Transformation zu Werwölfen nicht gelungen, weshalb sie zu nicht lebensfähigen Ungetümen wurden. Der Vampyr kann ihnen jedoch nicht helfen, worauf Birger verlangt, dass er sie tötet, damit sie keine Qualen mehr leiden müssen. Andrej bringt dies nicht über sich, bleibt aber bei ihnen, bis ihr Todeskampf am nächsten Tag vorüber ist.
Als Andrej und Abu Dun nach Trentklamm zurückkehren, steht das Dorf in Flammen; Vater Benedict ist mit Soldaten der Inquisition zurückgekehrt und hat die Stadt ausgelöscht. Die Überlebenden hält er im Kloster fest, wo Andrej ihn wenig später mit Thobias beobachtet. Dann eilen Soldaten heran und melden, dass sie Abu Dun gefangen haben. Andrej lässt sich daraufhin ebenfalls festnehmen und belauscht ein Gespräch der Geistlichen. Nach und nach erfährt er die Wahrheit: Thobias und Benedict sind die einzigen Werwölfe, die die Transformation überlebten. Sie haben alles eingefädelt, damit der Inquisitor Martius nach Trentklamm kommt und alle Zeugen ihrer Verwandlung umbringt. Nur so glaubt Thobias in Frieden leben zu können.
Als jedoch auch sein Vater als Werwolf wieder zum Leben erwacht und sieht, was sein Sohn angerichtet hat, greift er ihn an. Im folgenden Kampf wird Thobias getötet. Ludowig, der letzte der Werwölfe von Trentklamm, bleibt in der niederbrennenden Burg zurück. Inquisitor Martius erkennt an, dass Andrej und Abu Dun nicht die Schuldigen an dieser Tragödie sind. Er lässt ihnen eine Stunde Vorsprung, bevor er die Jagd auf sie eröffnen lässt.

## Hintergrund
In diesem Band führt Hohlbein die Werwölfe als weiteres Geschlecht der Unsterblichen ein, wobei unklar bleibt, inwieweit sie tatsächlich mit den Vampyren verwandt sind.

## Ausgaben
- Wolfgang Hohlbein: Die Chronik der Unsterblichen. Band 3: Der Todesstoß. vgs, Köln 2001, ISBN 3-8025-2771-2.
- Wolfgang Hohlbein: Der Todesstoß. Ullstein, München 2002, ISBN 3-548-25378-4 (Die Chronik der Unsterblichen, Band 3).